# Scota

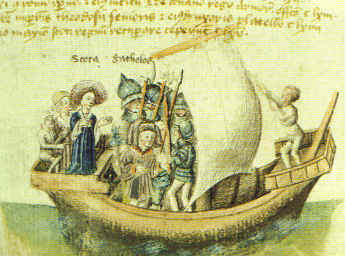
Scota (à esquerda) com Catelo (à direita) viajando do Egito, como descrito em um manuscrito do século XV Scotichronicon de Walter Bower

Scota, na mitologia irlandesa, mitologia escocesa, e pseudo-história, é o nome dado a duas filhas diferentes de dois diferentes faraós egípcios a quem os gaélicos traçam sua ancestralidade. Explicando o nome Scoti (Escotos), dado pelos romanos para os salteadores irlandeses, e mais tarde aos invasores irlandeses de Argyll e da Caledônia que ficou conhecida como Scotland (Escócia) .

### Scota e a Pedra da Coroação

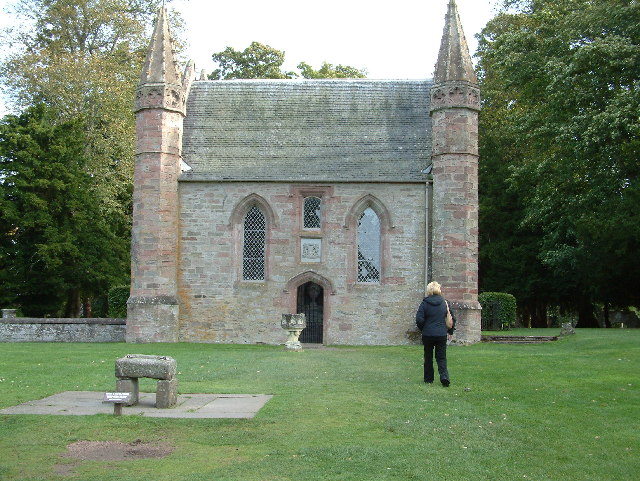
Abadia de Scone com uma réplica da Pedra da Coroação na frente

### O Túmulo de Scota

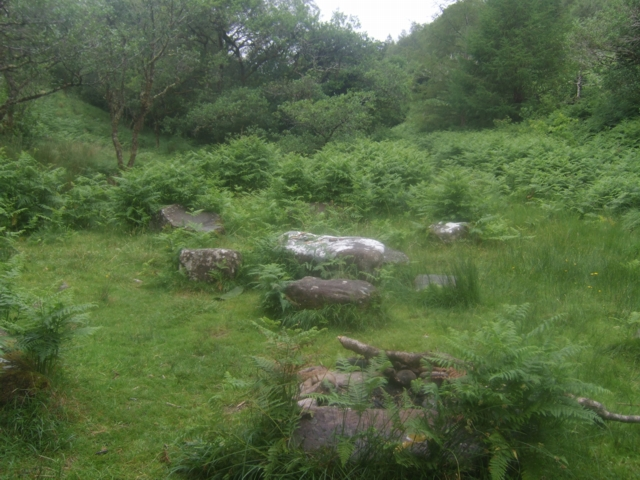
A Sepultura de Scota, um caminho que sai do riacho Finglas às pedras

## História sobre a lenda de Scota